# 黄至安
黄至安（1963年—），女，汉族，中华人民共和国道教人物，曾任中国道教协会副会长、湖南省道教协会会长、中国道教学院副院长，第十一届、第十二届、第十三届全国政协委员。

## 生平
2008年，当选第十一届全国政协委员，代表宗教界，分入第五十一组。并担任民族和宗教委员会专委。2018年1月，当选第十三届全国政协委员。